# Алтаре
Алта̀ре (на италиански: Altare; на лигурски: Artâ, Арта) е село и община в Северна Италия, провинция Савона, регион Лигурия. Разположено е на 398 m надморска височина. Населението на общината е 2118 души (към 2011 г.).